# Fiat Palio
La Fiat Palio è un'autovettura prodotta dalla casa automobilistica torinese FIAT. Presentata nel 1996 è, insieme alle berline a tre volumi Siena e Albea (ed in Cina nel 2007 dalla Fiat Perla), la "world car" della FIAT, commercializzata nei paesi in via di sviluppo come: America Latina, Asia e Africa.

## Prima generazione (1996-2010)

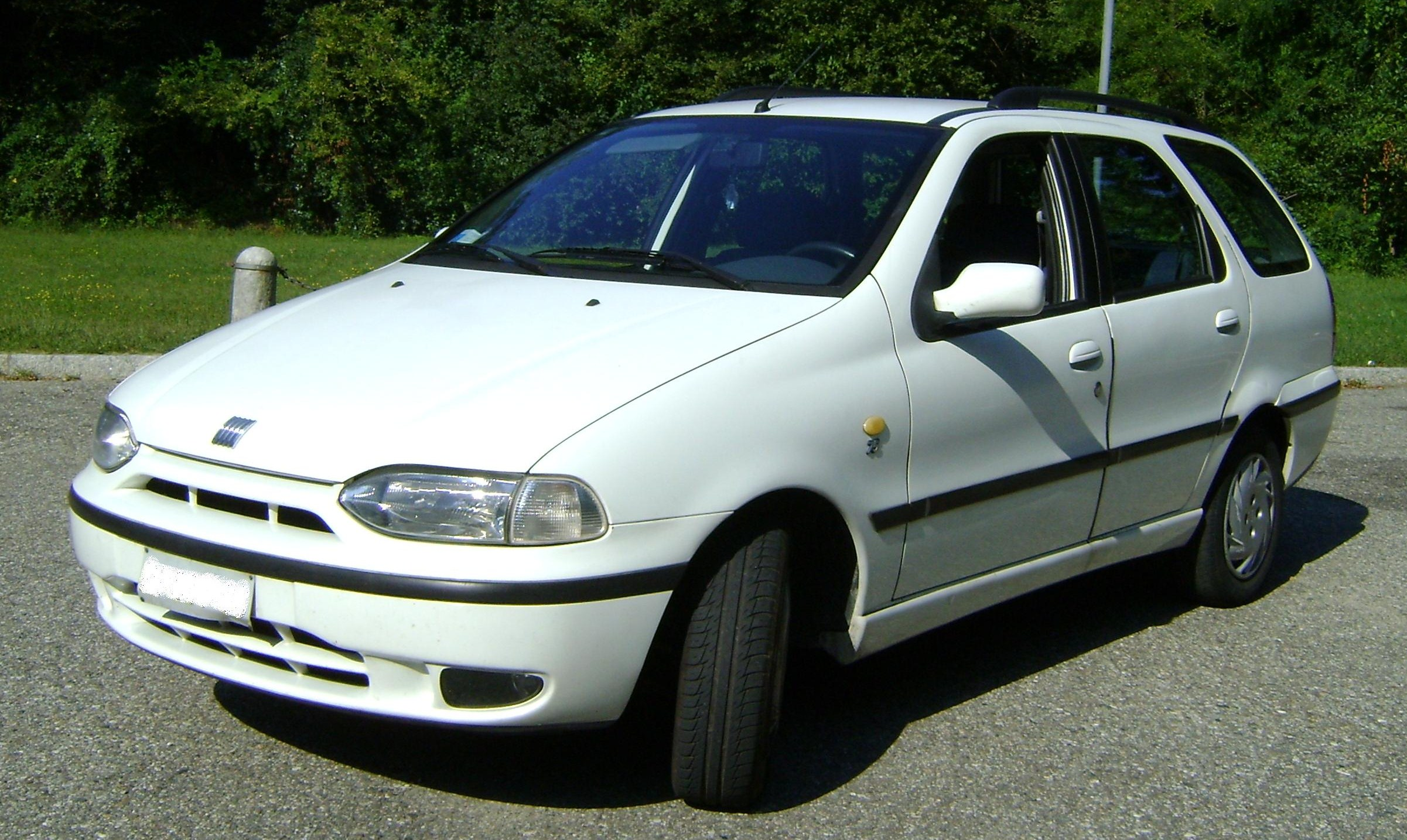
Una Fiat Palio Weekend

La produzione della Palio parte nel 1996 in Brasile e successivamente venne prodotta anche in Argentina, India, Cina, Turchia, Sudafrica, Marocco e Russia. Venne commercializzata in varie versioni, tra cui una familiare (la Weekend), e in versione berlina sia a 3 che a 5 porte.
Grande successo ha avuto in Brasile dove viene commercializzata anche con il motore 1.8 Flex, che permette un utilizzo distinto o combinato di benzina e alcool.
Durante il suo ciclo di vita ha avuto tre restyling: nel 2001, nel 2004 e nel 2007.

### Il debutto
Il lancio avvenne nel 1996 in Brasile come progetto 178 in quattro versioni tra cui un pick-up (la Fiat Strada). Il telaio fu studiato sulla base di quello della Fiat Uno europea, con vari miglioramenti come irrigidimenti strutturali, modifiche alle sospensioni (nella versione Weekend, anziché il layout a ponte torcente adottato come dalla Uno dalla versione berlina della Palio, fu adottato quello a bracci tirati utilizzato dalla Punto) e inserimento del Servosterzo (non incluso nelle versioni base).
Per il modello Weekend le motorizzazioni disponibili in Italia erano due benzina a iniezione elettronica multipoint, un turbodiesel e un diesel aspirato:
- 1.2 Fire (1.242 cm³ - cat Euro 2) benzina 8 valvole da 73 CV - velocità max: 166 km/h
- 1.2 Fire (1.242 cm³ - cat Euro 3) benzina 8 valvole da 60 CV - velocità max: 153 km/h
- 1.6 (1.581 cm³ - cat Euro 2) benzina 16 valvole da 101 CV - velocità max: 186 km/h
- 1.6 (1.596 cm³ - cat Euro 3) benzina 16 valvole da 103 CV - velocità max: 186 km/h
- 1.7 TD 70 (1.698 cm³ - cat Euro 2) 8 valvole da 69 CV - velocità max: 164 km/h
- 1.9 D (1.910 cm³ - cat Euro 3) 8 valvole da 63 CV - velocità max: 155 km/h

Poco dopo il lancio la produzione iniziò anche negli stabilimenti argentini, seguiti nel 1997 da quelli in Venezuela, Polonia e Marocco. Di seguito si unirono nella costruzione di questo modello gli stabilimenti turchi, sudafricani, egiziani e cinesi, questi ultimi nel 2002. Venne importata e venduta anche in Italia.

### Restyling 2001

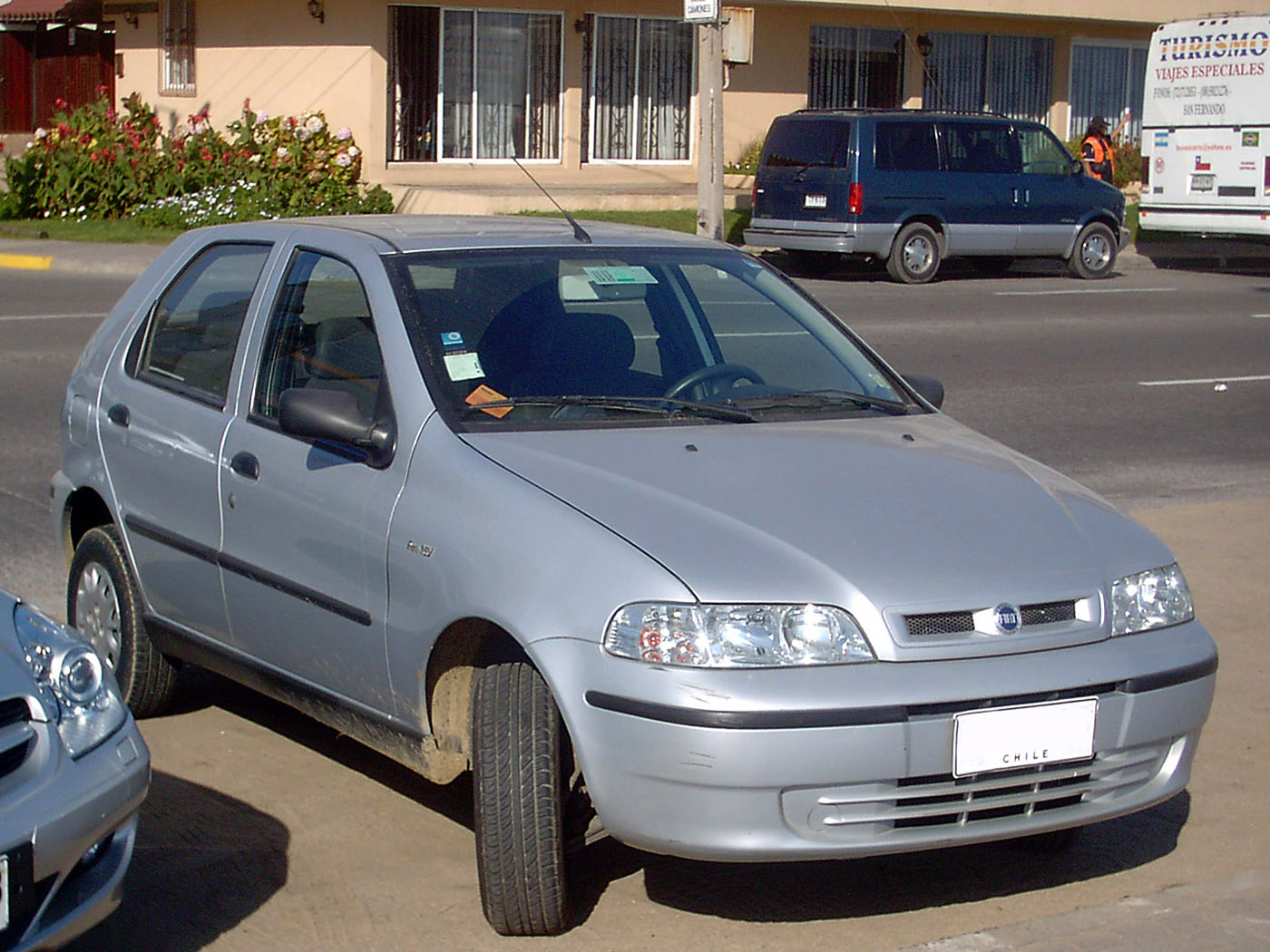
Fiat Palio restyling 2001

Nel 2001 avvenne il primo restyling dell'autovettura, il cui nuovo disegno si deve a Giorgetto Giugiaro: con quest'ultimo vennero messe in commercio numerose nuove versioni con propulsori diversi in base alla nazione di commercializzazione. Di spicco ad esempio una versione sportiva dedicata al mercato turco con un motore dotato di 120 CV.
La versione TurboDiesel abbandonò il vecchio e robusto 1.7 a precamera per far spazio al più nuovo ed efficiente JTD da 80 CV prodotto sulla solida e ben collaudata base del 1.910 cm³. Il reparto dei motori a benzina venne aggiornato ulteriormente con l'introduzione del 1.2 Fire 16 valvole da 80 CV che si collocò tra la versione 8 valvole dello stesso Fire e la più potente e completa 1.6i 16 valvole da ben 103 CV.
Un occhio di riguardo è stato posto anche al settore della sicurezza automobilistica con l'introduzione degli airbag e dell'ABS.
Altra innovazione è l'inserimento nella gamma anche di modelli dotati di cambio automatico.
Questa versione fu l'ultima esportata in diversi mercati, tra cui l'Italia, dove solo la versione Weekend restò in listino sino al 2004; sul mercato italiano la vettura aveva comunque avuto un discreto successo, specialmente nella versione familiare.

### Restyling 2004

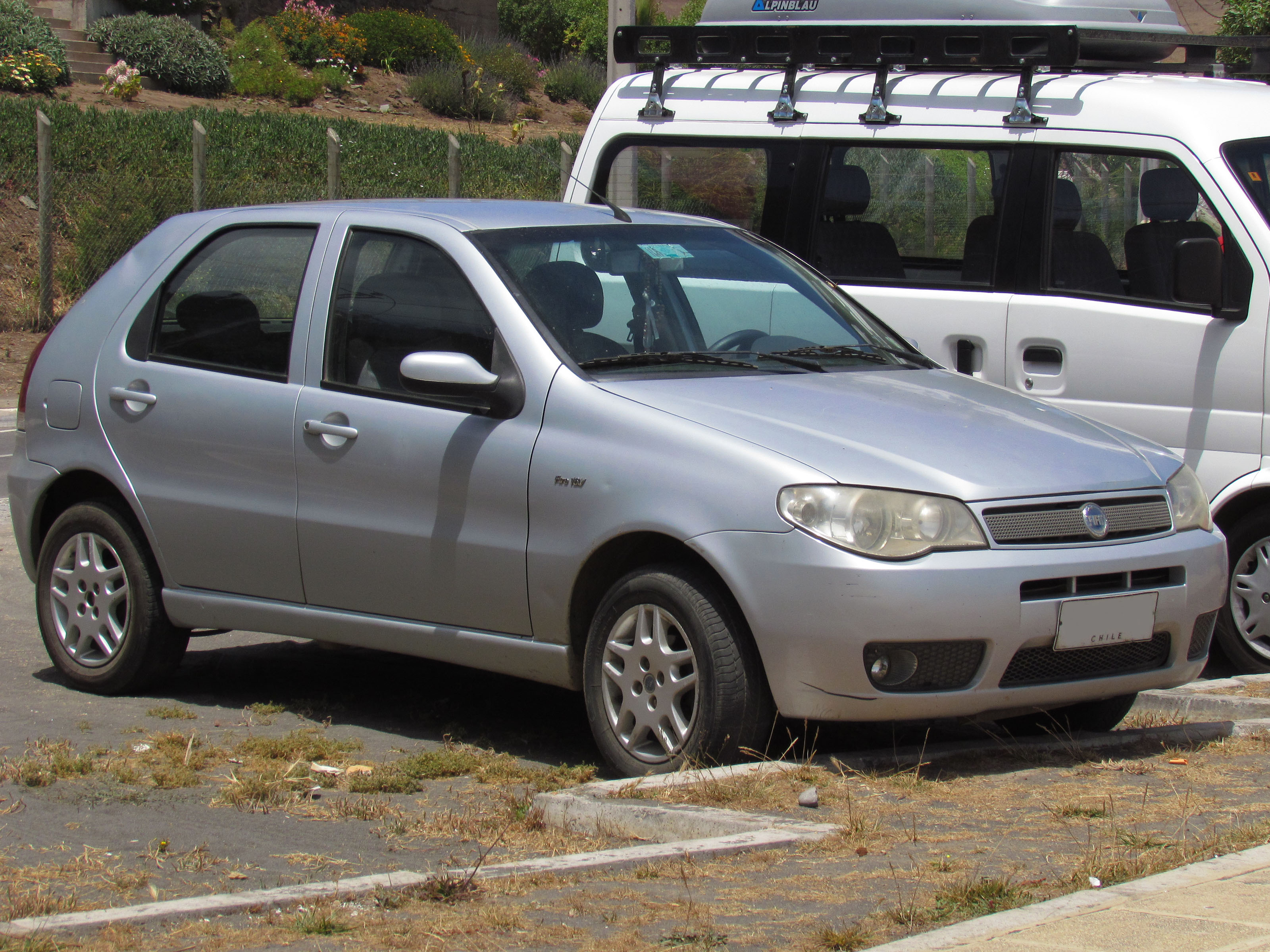
Fiat Palio Restyling 2004

Un secondo aggiornamento, sempre dovuto a Giugiaro, ha ripreso alcuni temi stilistici già presenti nelle sorelle Punto e Stilo senza peraltro stravolgerne la forma iniziale. Novità anche nei motori, in special modo sul mercato brasiliano dove la versione Flex ha subito un buon incremento di potenza.
Con questa versione, la Fiat ha festeggiato nel 2006 il raggiungimento dei 2 milioni di Palio prodotte. Nel 2008 la produzione della vettura ammonta ad oltre 100.000 unità.

### La Fiat Palio 1.8R

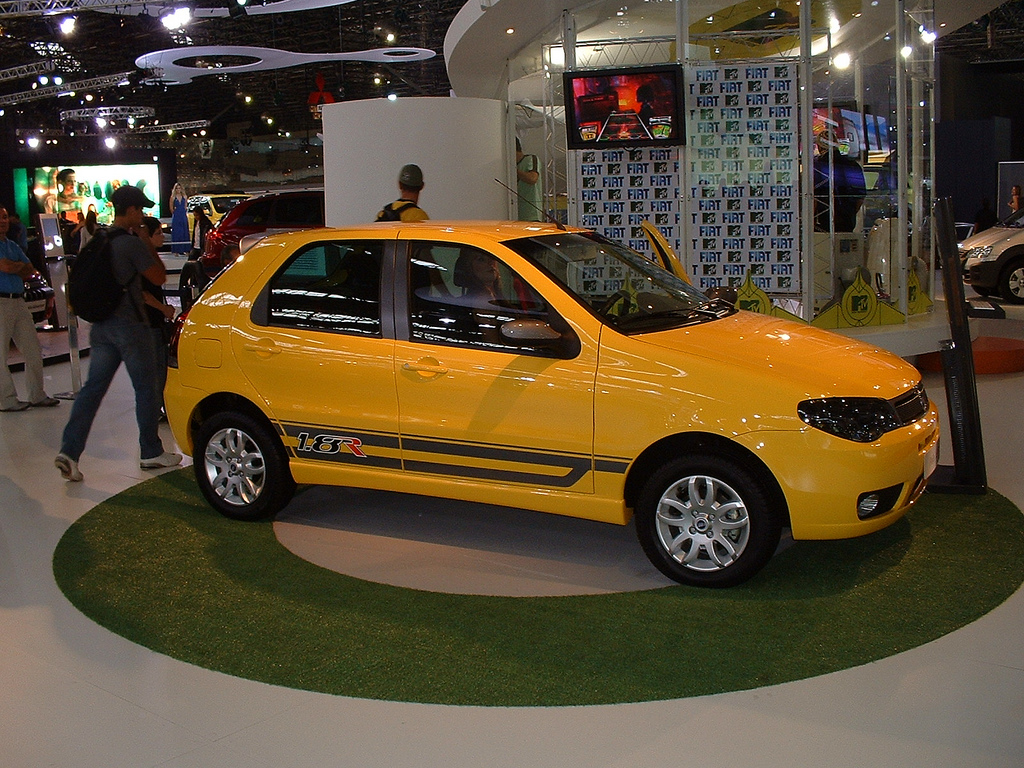
La Fiat Palio 1.8R

Nel 2005 la Fiat lanciò sul mercato brasiliano la Palio 1.8R. Questa versione aveva un design più sportivo ed aerodinamico che implementava un nuovo body-kit, un nuovo spoiler posteriore e dei cerchi in lega ricoperti da pneumatici 185/60. Sulla carrozzeria sono stati applicati delle aerografie sportive e l'impianto luci è stato modificato. Il propulsore installato è un 1.8 FlexFuel in grado di essere utilizzato con benzina, alcool o una mistura di entrambi. Esso eroga una potenza di 115 CV, che permette alla vettura di accelerare da 0 a 100 km/h in 9,2 secondi. Gli interni sono di tipo sportivo con il quadro comandi di tipo digitale.

### Restyling 2007

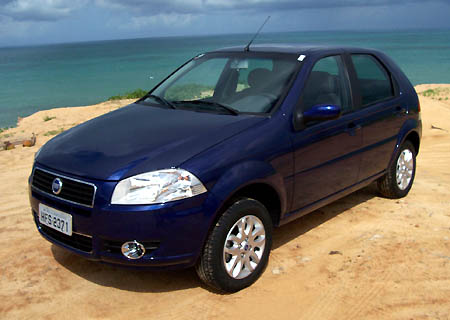
Fiat Palio restyling 2007

Quest'ultimo modello ha ripreso lo stile della mascherina della Grande Punto, non va peraltro a sostituire completamente il modello precedente che viene ancora commercializzato con il nome "Palio Fire Flex".
Il Modello 2007 viene commercializzato, dal 2008, insieme alla sorella a tre volumi Fiat Siena con la sigla "2009", e proprio nel 2008 la gamma della Palio si completa della versione Station wagon (denominata Week End) e della versione Crossover SUV (denominata Locker). Le due nuove versioni della Palio condividono con la Siena il frontale. Fondamentalmente la gamma delle World car Fiat è completa da una versione berlina due volumi (Palio), a tre volumi (Siena) e Station Wagon (Palio Week End, dalle quali derivano le Palio Loker).

### Le ultime versioni
Nel 2011 si ha la presentazione della nuova Palio di seconda generazione basata sulla piattaforma Economy della Fiat Uno del 2010. Tuttavia la prima generazione di Palio, grazie al buon successo riscontrato sul mercato brasiliano, continuerà ad essere prodotta fino al 2020 con una gamma di versioni ridotta. 
Nello specifico nel 2014 debutta la Palio Fire con la carrozzeria a 3 e 5 porte ripresa dal modello 2004 e in due allestimenti (base e Way con assetto rialzato e protezioni in plastica grezza lungo la carrozzeria stile SUV) posizionata più in basso rispetto alla seconda serie di Palio. Verrà prodotta fino alla fine del 2017.
La versione Weekend station wagon invece mantiene l’estetica dell’ultimo restyling 2008 e la stessa gamma comprensiva dei modelli di punta Adventure. La produzione termina definitivamente nel marzo 2020 andando a chiudere definitivamente il ciclo produttivo della Palio.

## Seconda generazione (2011-2017)
Nella fine del 2011 viene presentata la seconda generazione completamente nuova sviluppata sulla nuova piattaforma Economy a passo lungo già adottata dalla nuova Uno presentata nel 2010. Il progetto per la nuova Palio (codice 326) viene sviluppato a partire dalla fine degli anni 2000: disegnata dal centro stile di Torino e ingegnerizzata dal centro ricerche e sviluppo in Brasile. Una grande novità è il pianale di base nuovo, l'adozione di uno schema meccanico semplice e collaudato e i motori della famiglia Fire EVO ed E.Torq di ultima generazione. La carrozzeria è proposta solo nella variante 5 porte, la versione 3 porte non è prevista mentre la versione station wagon sarà introdotta successivamente secondo i piani progettuali della casa. La rigidità strutturale aumenta del 35% e vengono adottati nuovi materiali per la realizzazione della carrozzeria oltre al miglioramento dell'isolamento acustico e nuovi processi produttivi.
Stilisticamente la nuova Palio riprende il design introdotto con la Punto Evo come il marchio integrato dai baffi cromati stile Fiat 500, calandra imbrunita e paraurti bombati, nella coda vengono introdotti i nuovi fanali verticali stile Punto. Anche l'abitacolo rispetto alla precedente serie è più spazioso: 5 posti, plancia più moderna e tondeggiante realizzata con plastiche di maggior qualità rispetto alla vecchia serie benché restino pur sempre allineate al target della vettura di segmento economico. Nuove rifiniture più modaiole e inserti colorati.
La lunghezza della vettura è di 3,79 m con 1,67 m di larghezza, 1,49 m in altezza e con un passo di 2,42 metri. La massa totale della vettura diminuisce del 15% rispetto alla precedente serie grazie all'adozione di nuove leghe leggere per la realizzazione della carrozzeria. Tra i dispositivi di sicurezza vengono adottati di serie 4 airbag, ABS con EBD e sistema frenante composto da freni a dischi autoventilati all'avantreno e freni a tamburo al retrotreno. Le sospensioni sono composte da un'architettura MacPherson anteriore e ponte interconnesso al posteriore. La gamma motori è composta dal rinnovato motore 1.0 Fire Evo Flex quattro cilindri otto valvole eroga 75 CV nel funzionamento a benzina e 77 CV nel funzionamento ad etanolo. Accanto al 1.0 è disponibile il 1.4 Fire Evo Flex da 87 o 90 CV e il più potente 1.6 E.Torq Flex 16 valvole della Palio Sporting al top di gamma con i suoi 119 CV. Il cambio è un manuale a 5 rapporti con opzione del robotizzato Dualogic 6 rapporti.
La produzione della Palio è terminata in Brasile nel 2017, a seguito della presentazione della sostituta, la Fiat Argo.